# Паньківка (Сватівський район)
Панькі́вка — село в Україні, у Білокуракинській селищній територіальній громаді Сватівського району Луганської області.
Площа села 340 га.

## Географія
Село розташовується двома вулицями на обох берегах річки Козинка при її впадінні до річки Білої. В заплаві річки ростуть верби, розбиті людські городи. На прилеглих до населеного пункту землях є яри: Крутий, Солоний, Васильців, Довгий, Малі та Великі луки.

## Історія
На околицях села досліджено пам'ятки кількох епох: кургани епохи міді-бронзи, сарматські курганні поховання, кургани кочівників та могильники салтівської культури.
На початку XVIII століття почали переселятися втікачі з Наддніпрянщини та Центральної Росії. Після азовських походів Петра I ці землі були віддані князю Куракіну. Документальна згадка про село з'являється під 1709 роком. Існує думка, що поселення з'явилося після придушення Булавінського повстання, коли два Панькі, два утікачі осіли на місці сучасної Сметанівки. Перші сім'ї були Панченків та Майбородів. Заселення цих земель на початку XVIII століття відбувалося за участі українських і донських козаків. 1732 року в Паньківці оселились козаки Острозького полку. 1804 року на хуторі по правому березі річки Козинка налічувалось 15 дворів.
Після земельної реформи 1861 року відбувається розподіл паньківчан на прошарки бідняків, середняків й заможних селян. Багато населення на той час почало займатися ремісничим і кустарним промислом: бондарювали, ковали, були кравцями і шевцями.
Під час Голодомору 1932—1933 років за архівними даними в селі загинуло 158 осіб, яких поховано в 3 братських могилах.
Під час німецько-радянської війни, у липні 1942 року в село увійшли німецькі війська, військових дій на території села не було. Наприкінці січня 1943 року частини 172-ї стрілецької дивізії Радянської армії увійшли до села. 90 мешканців села не повернулося з фронтів війни.
У 1952 році виникла нова частина села — Новоселівка. У січні 1959 року сільськогосподарські артілі Цілуйкового і Паньківки були приєднані до нещеретівського колгоспу «Перемога».

## Населення
Населення села становить 559 осіб. В селі існують династії Гладченків, Світличних, Оселедьків, Скороходів, Журби.
1885 року на колишньому державному хуторі Паньків Олексіївської волості Старобільського повіту мешкало 557 осіб, було 74 дворових господарства.

## Вулиці
У селі існують вулиці: Залізнична, Зарічна, Лугова, Молодіжна, Озерна, Садова, Урожайна, Шкільна.

## Економіка
Економіка села занепадає через закриття ферми і скорочення робочих місць. Головні підприємства СТОВ «Вікторія» та Білокуракинський аграрний ліцей. В селі створено кредитну-фермерську спілку.

## Транспорт
Село розташоване за 12 км від районного центру. Через село проходить автошлях Старобільськ — Білокуракине. Сполучення з такими містами: Харків, Луганськ, Сватове, Чугуїв, Старобільськ, Новоайдар, Щастя, Троїцьк, Білокуракине. Залізнична станція — Чумбур, ходить дизель-поїзд Дебальцеве — Луганськ.

## Культура
До 2010 року працював місцевий будинок культури (наразі в аварійному стані, потребує ремонту), там же є бібліотека. Не вистачає культурних діячів, фінансування. В селі існує фельдшерсько-акушерський пункт, аптека, магазини.
День села відмічають 22 травня.

### Освіта
У селі перша школа з'явилася у 1904 році за рішенням земства Старобільського повіту. Цегляне приміщення було побудоване на підвищенні. Перше урок Закону Божого провів дяк з Олексіївки.
На початку 1905 року вчителювати прибула з Нещеретового Галина Василівна. 1924 року школа стає 3-річною, вчителювали сестри Галина і Клавдія Скорики. За ініціативи директора школи Анатолія Мисика створили лікнеп. 1927 року школа стає 4-річною й поповнюється ще одним вчителем. У 1936 року з Олексіївки прибув учитель Федір Петрович Жос (загинув у березні 1943 року), який навчав із першого по третій клас. В учнів старших класів навчання починалося з 1 жовтня, бо вони допомагали матерям по господарству. 1964 року було зведено нову будівлю школи. Директором школи до 2008 року була Веснянцева Лариса Петрівна (вчитель алгебри і геометрії). Станом на 2012 рік в селі працює 9-річна школа, у школі навчається 41 дитина в 7 класах, директор Васильченко Інесса Василівна (вчитель біології).
У селі розташований комплекс Білокуракинського аграрного ліцею, заснований 1956 року. 1968 року були добудовані цегляні навчальні корпуси, а в 1971 році зведено п'ятиповерховий гуртожиток.

## Пам'ятники
У селі споруджено пам'ятник солдатам, загиблим у Великій Вітчизняній війні.

## Церква
Церква в селі відсутня й ніколи не було.

## Видатні особистості
- Колеснік Григорій Петрович — працював директором аграрного училища, вів активну діяльність громадську діяльність серед учнів, нині на пенсії, організував кредитну спілку.
- Косенко Василь Герасимович — вчитель історії, відомий численними публікаціями, газетними статтями, вів активну громадську діяльність.
- Острогляд І. Т. — керівник першої тракторної бригади в селі, директор МТС, учасник соціалістичних змагань, нарад стаханівського руху в Москві, делегат XI з'їзду комсомолу, член ЦК ВЛКСМ. На його честь названа залізнична станція Острогляд.
- Острогляд Лідія Тихонівна (1940–2005) — видатний ветеринар села, врятувала багато свійських тварин, мала велику популярність серед жителів села. Залишила по собі багато учнів.